# Gneo Fulvio Massimo Centumalo
Gneo Fulvio Massimo Centumalo (fl. III secolo a.C.) è stato un politico e militare romano.

## Biografia
Fu eletto console per l'anno 298 a.C. con Lucio Cornelio Scipione Barbato. Mentre a Lucio Cornelio toccò in sorte la campagna contro gli Etruschi, a Gneo Fulvio toccò quella contro i Sanniti, ai quali era stata dichiarata guerra, quando non accettarono di ritirarsi dal territorio dei Lucani. I Romani presero ai Sanniti Boviano e poco dopo anche Aufidena. Tornato a Roma, Gneo ottenne il trionfo.